# Psophis
Psophis is een geslacht van wantsen uit de familie van de Reduviidae (Roofwantsen). Het geslacht werd voor het eerst wetenschappelijk beschreven door Carl Stål in 1863.

## Soorten
Het genus bevat de volgende soorten:

- Psophis brunneipes (Miller, 1959)
- Psophis consanguinea (Distant, 1903)
- Psophis corallina (Reuter, 1887)
- Psophis erythraea (Stål, 1863)
- Psophis geniculata (Miller, 1954)
- Psophis miniata (Miller, 1940)
- Psophis parva (Miller, 1940)
- Psophis rubra (Bergroth, 1913)